# 陳辛
陳辛（1955年—），湖南湘鄉人，經濟學家。曾任中國工商銀行上海市分行靜安支行副行長、浦發銀行信貸部總經理、浦發銀行董事、副行長、黨委委員。
2004年1月空降至上海銀行擔任行長一職。2006年8月，因原上海銀行董事長傅建華出任浦發銀行行長，董事長一職開始由陳辛兼任。2008年11月任浦發銀行黨委副書記、副董事長。2015年退休，辞去所有职务。